# 全国广播公司欧洲台
全国广播公司欧洲台（英語：NBC Europe）是一个总部位于英国的卫星电视频道，在全欧洲通过有线电视和卫星电视播出，旧称超级频道（英語：Super Channel）和全国广播公司超级频道（英語：NBC Super Channel）。
频道总部位于伦敦市中心的拉斯伯恩广场19-22 号，与MusicBox电视网的总部相同（2007年前亦为有线电视新闻网国际新闻网络的欧洲分局总部）。几个月来，传输设施迁往莫利纳雷卡納比街，并一度迁回，直到马库奇家族收购石灰港拉纳克十四广场的梅尔罗斯之家并建立先进广播基地。

## 历史

### 1987-1993：超级频道
1987年1月30日，超级频道取代原24小时音乐电视网Musicbox，当时超级频道在英国由除独立电视网外的英国各电视网共有。维珍集团为MusicBox的控股公司（60%），并计划再购入15%的股权，其余股权由独立电视网特许经营权持有者瓜分，包括格拉纳达、约克郡、 伦敦周末电视 、中部 、盎格利亞 、 泰恩提兹 、阿尔斯特 、格兰扁 、 苏格兰和国界 ，只有泰晤士电视、HTV、西南电视台和TVS没有注资。它与当时唯一的其他主要泛欧卫星频道天空频道 （今天空第一台）竞争。与天空频道不同，广播连卖的输出多集中在欧洲，一小部分在美国。频道的大部分节目都来自独立电视网和英国广播公司，作为“Best of British”的一部分，它还以独立电视新闻制作的新闻报道为特色。它亦联合广播英国以外的欧洲电视节目，包括荷兰情景喜剧《Zeg 'ns Aaa 》（附英文字幕）。
超级频道的表现不佳，原因是英国电视节目不合欧洲其他国家或地区观众的胃口，例如播映被认为“极端暴力”或“过于真实”的戏剧，以及与英国演员工会的纠纷（后者要求观众支付额外费用），这意味着超级频道不能再向欧洲观众提供“英国最佳节目”。
一年之内，ITV 公司将该网络卖给了意大利的马库奇家族（马库奇家族是意大利第一个音乐电视网Videomusic的所有者），少数股权由理查德·布蘭森的Virgin plc持有。节目来源从英国改为泛欧，尽管ITN世界新闻仍然在该频道播出。

### 1993–1998：全国广播公司注资
1993年10月2日，陷入严重财务困境的电视台被全国广播公司母公司通用电气收购，并改名为全国广播公司超级频道。1996年9月9日又更名为全国广播公司欧洲台 ，但从那时起，该频道在播出时以“NBC”为简称，电视网的节目信号（连同同年3月11日开播的CNBC欧洲台 ）从位于漢默史密斯的通用电气大楼传输过来。虽然当时使用了最先进的 Pro-Bel COMPASS和MAPP自动化传输套件，以及用于播发电视广告和促销的 Profile 视频服务器，但节目依然使用自动磁带系统播出。
全国广播公司的大部分黄金时段节目都是在欧洲制作的，但在中欧时间工作日晚十时后，该频道播出《杰·雷诺今夜秀》、《柯南·奥布莱恩深夜秀》及《然后》，因此它的口号是“晚上星星出来的地方”。大多数新闻节目都在全国广播公司欧洲台播出，包括现场直播的《日界線》、《一次又一次》和《NBC晚间新闻》。《今天》最初也是在下午现场直播，但后来改在次日早上播出（此时距录制已逾十二小时）。这意味着必须用伦敦独立电视新闻制作的欧洲新闻来替换各节NBC新闻部分，并在通用电气收购前后向该电视网提供主新闻节目。欧洲地区的天气预报最初由英国广播公司制作，但后来也有播出全国广播公司制作的天气预报。
全国广播公司在美国播出的黄金时段娱乐节目均无法在全国广播公司欧洲台播出，因为全国广播公司采用的财务利益和联合规则不适用于欧洲。全国广播公司为此不得不为每个国家或地区购买版权，故成本极高。在财务上，即使对于NBC工作室（今环球电视公司）的自有节目，按播出国家或地区的数量向有线/卫星电视台出售播放权比在全国广播公司欧洲台上播放更可行。这条规则最值得注意的例外是《Profiler》和《伪装者》的短暂运行，以及美国短命情景喜剧《Union Square》和Mr. Rhodes 》。这被广泛认为全国广播公司欧洲台的主要失败原因之一。

### 1998–2005：德国电视网时期

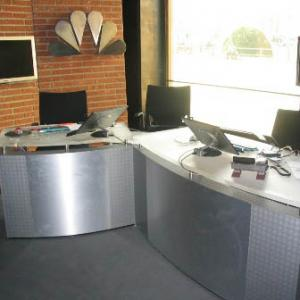
新闻节目“GIGA Real”工作室

全国广播公司欧洲台于1998年6月30日撤出欧洲大多数国家的电视荧幕，德国电视通讯社接手该频道并迁址到杜塞尔多夫。原本的频位改播国家地理频道或全国广播公司商业频道 。全国广播公司欧洲台仍然在德国的有线电视网播出，信号经由欧卫II-F1 （后来的 Hot Bird 5）的一条数字链路传送。11月30日，首个德国节目开始播出，频道荟萃来自GIGA和CNBC欧洲台以及其他节目的内容。 2004年， NBC环球收购德国电视通讯社，全国广播公司欧洲台重归NBC之手。
2005年9月29日，全国广播公司欧洲台改为GIGA，后改为第四频道（今为迪士尼德国频道）。该服务继续通过有线、卫星、IPTV和数字有线电视广播。它在包括CNBC欧洲台和GIGA在内的有线电视上播出特别版本直到2006年3月31日。这是维持广播许可证效力和有线电视频道频位所必需的。
2012年9月25日，华特迪士尼公司收购第四频道，2013年12月31日停播第四频道，并在2014年1月17日以免费频道迪士尼德国频道取而代之。